# 藤井保憲
藤井 保憲（ふじい やすのり、1931年8月13日 - 2019年7月20日）は、日本の物理学者。主な専門は、重力理論。理学博士（名古屋大学）。東京大学名誉教授。2019年、叙従四位、瑞宝小綬章追贈。兵庫県神戸市出身。神奈川県横浜市青葉区在住であった。

## 業績

### 中性ベクトル場　ゲージ場
この当時、藤井保憲は中性ベクトル場を用い、場の理論の観点から基本粒子(坂田模型)間の強い相互作用を媒介する場を創っていた。さらに、この場をゲージ場と見なしていた。
しかし、力の有限到達距離をだすためには媒介粒子の固有質量に帰着させざるを得ず、対称性の自発的破れが知られていない当時は無理であった。そして、その頃の雰囲気もあって埋もれてしまったのであった。小川修三、:『坂田学派と素粒子模型の進展』,))

## 経歴・職歴
- 1954年　名古屋大学理学部卒業
- 1959年　名古屋大学大学院理学研究科博士課程修了
- 1959年　日本大学理工学部教員
- 1963年　東京大学教養学部教員
- 1978年　東京大学教養学部教授
- 1992年　東京大学名誉教授
- 1992年-2002年　日本福祉大学教授
- 2002年-　早稲田大学客員研究員、招聘研究員（宇宙物理学研究室）
- 2019年　死去。叙従四位、瑞宝小綬章追贈[2]

## 著書
- 時空と重力 (物理学の廻廊) 産業図書, 1979, ISBN 978-4-7828-1102-3, 藤井 保憲
- 相対論の再発見―統一理論への道しるべ 産業図書, 1983, ISBN 978-4-7828-1120-7, 藤井 保憲
- 超重力理論入門 (ADVANCED PHYSICS LIBRARY) 培風館, 1987,  藤井 保憲
- 時間とは何だろうか (NEW SCIENCE AGE) 岩波書店, 1989, ISBN 978-4-00-007736-1, 藤井 保憲
- いまこそ相対性理論 岩波書店, 1991, ISBN 978-4-00-007737-8, 藤井 保憲
- 相対論 (放送大学教材) 放送大学教育振興会, 1995, ISBN 978-4-595-10013-0, 藤井 保憲
- 「統一理論」―自然界の4つの力は統一できるか? 岩波書店, 1993, ISBN 978-4-00-007738-5, 藤井 保憲
- 重力とスカラー場 (物理のたねあかし) 培風館, 1997, ISBN 978-4-061-55103-9, 藤井 保憲
- The scalar-tensor theory of gravitation（Cambridge University Press, 共著） ケンブリッジ大学出版局, 2003, ISBN 978-0-521-82350-0, 藤井 保憲, 前田恵一
- 超重力理論入門 (ADVANCED PHYSICS LIBRARY) 丸善プラネット (発売), 2005, ISBN 9784782810125, 藤井 保憲
- 微積分を使わない情報数理入門―考えるを楽しむ数学の本 丸善プラネット (発売), 2006, ISBN 978-4769204756, 藤井 保憲